# Međunarodni signalni kodeks
Međunarodni signalni kodeks (engl. International Code of Signals, kratica INTERCO) je signalni kodeks koji koriste brodovi trgovačke i ratne mornarice kako bi odaslali važnu poruku o stanju broda i o namjerama njegovog zapovjednika kada postoji jezična barijera. INTERCO signali mogu biti poslani pomoću signalnih zastava, semaforskom signalizacijom, svjetlosnim znacima, Morseovim kodom, radijom.
Međunarodni signalni kodeks trenutačno uređuje Međunarodna pomorska organizacija.

## Poveznice
- Pomorske signalne zastave

## Vanjske poveznice
- (en) Međunarodni signalni kodeks  Arhivirana inačica izvorne stranice od 4. prosinca 2009. (Wayback Machine)